# Chesterbrook
Chesterbrook – census-designated place w Pensylwanii, w hrabstwie Chester, w Dolinie Delaware. Według danych z 2020 roku miejscowość liczyła 5610 mieszkańców.
W miejscowości swoją siedzibę ma AmerisourceBergen.